# 罗王镇
罗王镇，原为罗王乡，是中华人民共和国河南省開封市祥符区下辖的一个乡镇级行政单位。2018年撤乡设镇。区划代码改为410212106。

## 行政区划
罗王镇下辖以下地区：
罗王村、前虫村、和辛庄村、沟村、邱堤寺村、闫楼村、孙砦村、张砦村、老九庄村、胡寨村、土山岗村、前岗村、黄岗村、翟庄村、施砦村、冯庄村、姚庄村、魏砦村、月林村、李楼村、黄庄村、二郎庙村、郜贵砦村和查砦村。